# Лабораторија
Лабораторија је специјално опремљена просторија која својим уређајима и опремом омогућава извођење одговарајућих научно-истраживачких поступака.
Под термином лабораторија, обично се подразумева хемијска лабораторија, мада лабораторију користе и друге науке и то не увек природне (пр. језичка или информатичка лабораторија). Према својој намени, начину и врсти посла, лабораторија може бити специјализована за поједине дисциплине једне науке, па тако у хемији разликујемо лабораторије за аналитичку хемију, препаративну неорганску и органску синтезу, биохемију итд. Без обзира на врсту посла, свака хемијска лабораторија мора да буде пространа, осветљена и добро проветрена.

## Преглед
Организација и садржај лабораторија одређују се различитим захтевима стручњака који раде у њима. Лабораторија за физику може да садржи акцелератор честица или вакуумску комору, док металуршка лабораторија може имати апарате за ливење или рафинацију метала или за испитивање њихове чврстоће. Хемичар или биолог може користити влажну лабораторију, док лабораторија психолога може бити соба са једносмерним огледалима и скривеним камерама у којима се посматра понашање. У неким лабораторијама, попут оних које обично користе компјутерски научници, рачунари (понекад суперкомпјутери) се користе или за симулације или за анализу података. Научници у другим областима користиће и друге врсте лабораторија. Инжењери користе лабораторије и за пројектовање, изградњу и тестирање технолошких уређаја.
Научне лабораторије могу постојати као истраживачке собе и простори за учење у школама и универзитетима, индустрији, владиним или војним објектима, па чак и на бродовима и свемирским летелицама.
Упркос основном појму лабораторије као ограниченог простора за стручњаке, термин „лабораторија“ се такође све више примењује на просторе за радионице као што су Ливинг Лабс, Фаб Лабс или Хакерспејс, у којима се људи састају да би радили на друштвеним проблемима или правили прототипове, радећи заједно или делећи ресурсе. Овај развој је инспирисан новим, партиципативним приступима науци и иновацијама и ослања се на методе дизајна усмерене на корисника и концепте попут отворене иновације или иновације корисника. Једна особена карактеристика рада у Опен Лабс је феномен превођења, вођен различитим позадинама и нивоима стручности људи који су укључени.

## Историја
Рани примери „лабораторија“ забележених на енглеском укључивали су алхемију и припрему лекова.
Појава велике науке током Другог светског рата повећала је величину лабораторија и научне опреме, уводећи акцелераторе честица и сличне уређаје.

### Ране лабораторије
Најранија лабораторија према садашњим доказима је кућна лабораторија Питагоре са Самоса, познатог грчког филозофа и научника. Ова лабораторија је настала када је Питагора спровео експеримент о тоновима звука и вибрацијама жице.
На слици Луја Пастера која је рад Алберта Еделфелта из 1885. године, Луј Пастер је приказан како упоређује белешку у својој левој руци са флашом напуњеном чврстим материјалом у десној руци, и не носи никакву личну заштитну опрему.
Истраживање у тимовима почело је у 19. веку, а многе нове врсте опреме развијене су у 20. веку.
Подземна алхемијска лабораторија из 16. века случајно је откривена 2002. године. Веровало се да је власник био Рудолф II, цар Светог римског царства. Лабораторија се зове Speculum Alchemiae и чува се као музеј у Прагу.
- Хемијска лабораторија 18. века, какву су користили Антоан Лавоазије и његови савременици
- Томас Едисон у својој лабораторији, 1901
- Лабораторија Одељења за хемију Универзитета у Хелсинкију дана 23. новембра 1960.
- Лабораторија из 1970-их
- Хемијска лабораторија на Међународном колеџу Универзитета Махидол од 2009
- Стил бројача из раних 2000-их у хемијској лабораторији, Међународни колеџ Махидол универзитета, Тајланд
- Лабораторија за органску хемију на Универзитету примењених наука у Ахену, кампус Јулич, Немачка

## Безбедност
У многим лабораторијама постоје опасности. Лабораторијске опасности могу укључивати отрове; инфективни агенси; запаљиви, експлозивни или радиоактивни материјали; покретне машине; екстремне температуре; ласери, јака магнетна поља или високи напон. Због тога су мере предострожности од виталног значаја. Постоје правила како би се ризик појединца свео на минимум, а сигурносна опрема се користи да заштити кориснике лабораторије од повреда или да помогне у реаговању на хитне случајеве.
Администрација за безбедност и здравље на раду (OSHA) у Сједињеним Државама, препознајући јединствене карактеристике радног места у лабораторији, креирала је стандард за професионалну изложеност опасним хемикалијама у лабораторијама. Овај стандард се често назива „Лабораторијски стандард“. Према овом стандарду, лабораторија је обавезна да изради План хемијске хигијене (CHP) који се бави специфичним опасностима које се налазе на њеној локацији и приступом њима.
Приликом утврђивања одговарајућег плана хемијске хигијене за одређени посао или лабораторију, неопходно је разумети захтеве стандарда, процену тренутних безбедносних, здравствених и еколошких пракси и процену опасности. CHP се мора ревидирати сваке године. Многе школе и предузећа запошљавају стручњаке за безбедност, здравље и животну средину, као што је службеник за хемијску хигијену (CHO) да развијају, управљају и процењују своје CHP. Поред тога, преглед треће стране се такође користи за пружање објективног „погледа са стране“ који пружа нови поглед на области и проблеме који се могу узети здраво за готово или превидети због навике.
Инспекције и ревизије се такође редовно спроводе ради процене опасности услед руковања и складиштења хемикалија, електричне опреме, биолошких опасности, управљања опасним отпадом, хемијског отпада, одржавања домаћинства и спремности за хитне случајеве, радијационе безбедности, вентилације, као и респираторног тестирања и квалитета ваздуха у затвореном простору. Важан елемент таквих ревизија је преглед усклађености са прописима и обука појединаца који имају приступ лабораторији или раде у њој. Обука је кључна за континуирано безбедан рад лабораторијског објекта. Наставници, особље и менаџмент морају бити ангажовани на раду на смањењу вероватноће несрећа, повреда и потенцијалних судских спорова. Улажу се напори да се осигура да су видео снимци о безбедности у лабораторији релевантни и занимљиви.

## Галерија
- Лабораторијско посуђе.
- Фарадеј у својој лабораторији.
- Лабораторија за хроматографију.
- Хемичарка (Рин Там) у лабораторији.
- Лабораторија за молекуларну биологију.